# Чаусский район
Ча́усский район (бел. Ча́вускі раён) — административная единица на востоке Могилёвской области Республики Беларусь. Административный центр — город Чаусы.
Численность населения — 16 291 человек (на 1 января 2025 года).

## География
Площадь — 1500 км². Основные реки — Проня с притоками Бася и Раста.
Город Чаусы — центр Чаусского района, расположен на реке Бася. Находится на расстоянии 41 км от Могилёва, в 5 км от железнодорожной станции Чаусы на линии «Могилёв—Кричев».

## Геральдика
Герб учреждён Указом Президента Республики Беларусь от 3 января 2005 года № 1 и зарегистрирован в Государственном геральдическом регистре Республики Беларусь 6 января 2005 года № Б-42. Утверждён решениями Чаусского районного исполнительного комитета от 26 декабря 2001 года № 22-40 и Чаусского районного Совета депутатов от 27 декабря 2001 года № 16-16.
Флаг учреждён Указом Президента Республики Беларусь от 24 августа 2006 года № 526 и зарегистрирован в Государственном геральдическом регистре Республики Беларусь 29 августа 2006 года № Б-97. Утверждён решением Чаусского районного Совета депутатов от 6 июля 2005 года № 15-2.

## История
В дореволюционное время — Чаусский уезд.
Создан 17 июля 1924 года в составе Могилёвского округа (до 26 июля 1930 года). 20 августа 1924 года включал 17 сельсоветов: Антоновский, Благовичский, Волковичский, Галузский, Головенчицкий, Долгомохский, Кузьминичский, Пилещинский, Прудковский, Прилесский, Путьковский, Радомльский, Самулковский, Сущовский, Усушковский, Холмовский, Чаусский.
2 марта 1931 года в состав района вошли Амхиничский, Хотетовский, Хацковичский сельсоветы упразднённого Луполовского района.
8 июля 1931 года включён Чернавский сельсовет упразднённого Дрибинского района и Осиновский, Дедневский сельсоветы упразднённого Расненского района.
С 15 января 1938 года — в составе Могилёвской области. 1 января 1941 года в состав района входил город Чаусы и 21 сельсовет.
В середине июля 1941 года во время Великой Отечественной войны район был захвачен немецкими войсками. Во время оккупации погибло 1786 жителей. Сопротивление оказывали Чаусские подпольные райкомы КП(б)Б (с 25 июня по 1 октября 1943 года) и ЛКСМБ (с 1 июня по 1 октября 1943 года), 14-я Темнолесская партизанская бригада, партизанский полк «Тринадцать», партизанский отряд «Чапай». Восточная часть района была освобождена в сентябре-декабре 1943 года войсками 10-й армии Западного фронта и 50-й армии. Город Чауссы был освобождён в конце июня 1944 года.
16 июля 1954 года упразднены Амхиничский, Волковичский, Головенчицкий, Долгомохский, Дедневский, Желивский, Прилесский, Самулковский, Холмовский, Хотетовский сельсоветы. Создан Горбовичский сельсовет. Мокрядский сельсовет переименован в Варваринский.
16 сентября 1959 года в состав района вошёл Зарестенский сельсовет, ранее находившийся в Дрибинском районе. 13 ноября 1959 года сельсовет был упразднён.
14 октября 1959 года Путьковский сельсовет переименован в Желивский.
13 ноября 1959 года упразднён Зарестенский сельсовет.
16 мая 1960 года упразднены Осиновский, Варваринский, Дужавщинский, Желивский, Сущовский, Усушковский, Хацковичский сельсоветы.
20 октября 1995 года административные единицы Чаусский район и город Чаусы, имеющие общий административный центр, объединены в одну административную единицу — Чаусский район.

## Административное устройство
Район подразделяется на город Чаусы и 7 сельсоветов, включающие 164 сельских населённых пунктов:
| № | Сельсоветы                            | Административный центр | Количество населённых пунктов | Население (2019 год) | Площадь, км2 |
| - | ------------------------------------- | ---------------------- | ----------------------------- | -------------------- | ------------ |
| 1 | Антоновский                           | агрогородок Антоновка  | 22                            | 1406                 |              |
| 2 | Войниловский                          | агрогородок Войнилы    | 13                            | 809                  |              |
| 3 | Волковичский                          | агрогородок Волковичи  | 15                            | 1382                 |              |
| 4 | Горбовичский                          | агрогородок Горбовичи  | 30                            | 2180                 |              |
| 5 | Каменский (до 2009 года Благовичский) | агрогородок Каменка    | 32                            | 1040                 |              |
| 6 | Осиновский                            | агрогородок Осиновка   | 24                            | 1051                 |              |
| 7 | Радомльский                           | агрогородок Радомля    | 28                            | 974                  |              |

Упразднённые сельсоветы:
| №  | Сельсоветы                                | Административный центр   | Дата упразднения    |
| -- | ----------------------------------------- | ------------------------ | ------------------- |
| 1  | Амхиничский                               | деревня Большие Амхиничи | 16 июля 1954 года   |
| 2  | Благовичский                              | деревня Благовичи        | 1995 год            |
| 3  | Варваринский (до 1954 года Мокрядский)    | деревня Варварино        | 16 мая 1960 года    |
| 4  | Головенчицкий                             | деревня Головенчицы      | 16 июля 1954 года   |
| 5  | Дедневский                                | деревня Дедня            | 16 июля 1954 года   |
| 6  | Долгомохский                              | деревня Долгий Мох       | 16 июля 1954 года   |
| 7  | Дужевский (до 1925 года Кузьминичский)    |                          | 2009 год            |
| 8  | Желивский (до 1925 года Галузский)        | деревня Желивье          | 16 июля 1954 года   |
| 9  | Желивский (до 1959 года Путьковский)      | деревня Желивье          | 16 мая 1960 года    |
| 10 | Зарестенский                              | деревня Зарестье         | 13 ноября 1959 года |
| 11 | Пилещинский                               | деревня Пилещино         |                     |
| 12 | Прилесский                                | деревня Прилесье         | 16 июля 1954 года   |
| 13 | Прудковский                               | деревня Прудок           |                     |
| 14 | Самулковский                              | деревня Самулки          | 16 июля 1954 года   |
| 15 | Сластёновский (до 2010 года Темровичский) | агрогородок Сластёны     | 2013 год            |
| 16 | Сущевский                                 | деревня Сущи             | 16 мая 1960 года    |
| 17 | Усушковский                               | деревня Усушек           | 16 мая 1960 года    |
| 18 | Хацковичский                              | деревня Хацковичи        | 16 мая 1960 года    |
| 19 | Холмовский                                | деревня Холмы            | 16 июля 1954 года   |
| 20 | Хотетовский                               | деревня Хотетово         | 16 июля 1954 года   |
| 21 | Чаусский                                  |                          |                     |
| 22 | Чернавский                                | деревня Чернавцы         |                     |

## Демография
Численность населения — 16 291 человек (на 1 января 2025 года), в том числе городское — 9 690 человек (Чаусы — 9 690 человек), сельское — 6 601 человек.
Численность населения — 16 956 человек (на 1 января 2023 года), в том числе в городских условиях (Чаусы) проживают — 9 944 человек, в сельских — 7 012 человек.
Население района составляет 17 907 человек, из них в г. Чаусы проживает 10 481 (на 1 января 2019 года).
В ходе переписи 2019 года 93 % жителей района назвали себя белорусами, 4,91 % — русскими, 0,65 % — украинцами, 0,14 % — поляками.
| Численность населения с 1939 года: |        |        |        |        |        |        |        |         |        |
| 1939                               | 1959   | 1970   | 1979   | 1989   | 1996   | 2001   | 2002   | 2003    | 2004   |
| 64 301                             | 46 868 | 38 679 | 33 563 | 31 248 | 28 200 | 25 803 | 25 128 | 24 500  | 23 842 |
| 2005                               | 2006   | 2007   | 2008   | 2009   | 2010   | 2011   | 2012   | 2013    | 2014   |
| 23 269                             | 22 614 | 22 040 | 21 706 | 21 466 | 21 164 | 20 761 | 20 291 | 19 932  | 19 394 |
| 2015                               | 2016   | 2017   | 2018   | 2019   | 2020   | 2021   | 2022   | 2023    | 2024   |
| 18 936                             | 18 545 | 18 297 | 18 125 | 17 907 |        |        |        | ▼16 956 |        |
| 2025                               |        |        |        |        |        |        |        |         |        |
| ▼16 291                            |        |        |        |        |        |        |        |         |        |

На 1 января 2018 года 17,9 % населения района были в возрасте моложе трудоспособного, 49,3 % — в трудоспособном возрасте (предпоследнее место в Могилёвской области), 32,8 % — в возрасте старше трудоспособного (2-е место в области после Кличевского). Средние показатели по Могилёвской области — 17,5 %, 56,8 % и 25,7 % соответственно. 52,2 % населения составляли женщины, 47,8 % — мужчины (средние показатели по Могилёвской области — 52,9 % и 47,1 % соответственно, по Республике Беларусь — 53,4 % и 46,6 %).
Коэффициент рождаемости в районе в 2017 году составил 12,1 на 1000 человек, коэффициент смертности — 23,9 (в районном центре — 14,1 и 12,5 соответственно). Средние показатели рождаемости и смертности по Могилёвской области — 10,5 и 13,6 соответственно, по Республике Беларусь — 10,8 и 12,6 соответственно. По уровню рождаемости район занимает 8-е место в области, по уровню смертности — 2-е (после Бобруйского района). Всего в 2017 году в районе родилось 220 и умерло 435 человек, в том числе в районном центре родилось 148 и умер 131 человек.
В 2017 году в районе было заключено 116 браков (6,4 на 1000 человек, средний показатель по Могилёвской области — 7,1) и 50 разводов (2,7 на 1000 человек, средний показатель по Могилёвской области — 3,6).

## Экономика
Предприятия города выпускают молочную продукцию, осуществляют первичную обработку льна, изготавливают строительные материалы.

### Сельское хозяйство
Общая посевная площадь сельскохозяйственных культур в организациях района (без учёта фермерских и личных хозяйств населения) в 2017 году составила 45 094 га (451 км², 6-е место в Могилёвской области). В 2017 году под зерновые и зернобобовые культуры было засеяно 18 512 га, под лён — 200 га, под кормовые культуры — 24 679 га. Валовой сбор зерновых и зернобобовых культур в сельскохозяйственных организациях в 2017 году составил 52,5 тыс. т. По валовому сбору зерновых в 2017 году район занял 6-е место в Могилёвской области. Средняя урожайность зерновых в 2017 году составила 28,3 ц/га (средняя урожайность по Могилёвской области — 33,4 ц/га, по Республике Беларусь — 33,3 ц/га). По этому показателю район занял 16-е место в Могилёвской области. Валовой сбор льноволокна в 2017 году составил 0,3 тыс. т при урожайности 15,1 ц/га (средняя урожайность по Могилёвской области — 10,3 ц/га, по Республике Беларусь — 9,2 ц/га).
На 1 января 2018 года в сельскохозяйственных организациях района содержалось 26,1 тыс. голов крупного рогатого скота, в том числе 8,9 тыс. коров, а также 6,8 тыс. свиней. По поголовью крупного рогатого скота район занял 9-е место в Могилёвской области. В 2017 году сельскохозяйственные организации района реализовали 2,4 тыс. т скота на убой (в живом весе) и произвели 29,5 тыс. т молока. По производству молока район занял 12-е место в Могилёвской области. Средний удой молока с коровы — 3447 кг (средний показатель по Могилёвской области — 4296 кг, по Республике Беларусь — 4989 кг).
| Валовой сбор зерновых и зернобобовых, тыс. т:                                                   | Урожайность зерновых и зернобобовых, ц/га:                                                      | Производство молока, тыс. т:                                                                    |
| Графики недоступны из-за технических проблем. См. информацию на Фабрикаторе и на mediawiki.org. | Графики недоступны из-за технических проблем. См. информацию на Фабрикаторе и на mediawiki.org. | Графики недоступны из-за технических проблем. См. информацию на Фабрикаторе и на mediawiki.org. |

## Транспорт
Город Чаусы — узел автодорог на Могилёв, Кричев, Мстиславль, Чериков.

## Здравоохранение
В 2017 году в учреждениях здравоохранения района работало 37 врачей и 200 средних медицинских работников, в лечебных учреждениях было 127 больничных коек. Численность врачей в пересчёте на 10 тысяч человек — 20,4 (средний показатель по Могилёвской области — 34,6, по Республике Беларусь — 40,5), количество больничных коек в пересчёте на 10 тысяч человек — 70,1 (средний показатель по Могилёвской области — 83,1, по Республике Беларусь — 80,2). По этим показателям район занял 16-е и 9-е места в области соответственно.

## Образование
В 2017 году в районе насчитывалось 15 учреждений дошкольного образования (включая комплексы «детский сад — школа») с 0,7 тыс. детей. В 2017/2018 учебном году в районе действовало 13 учреждений общего среднего образования, в которых обучались 1,9 тыс. учеников. В школах района работало 309 учителей. В среднем на одного учителя приходилось 6,1 учеников (среднее значение по Могилёвской области — 8,4, по Республике Беларусь — 8,7).

## Культура
В Чаусы действует Чаусский районный историко-краеведческий музей, в котором собрано 5115 музейных предметов основного фонда. В 2016 году музей посетили 5,8 тысяч человек, в 2015 году — 5,7 тысяч. Экспозиция музея посвящена природе, этнографии, истории района, а также известным уроженцам — Льву Маневичу, Сергею Новикову, Ивану Носовичу, Михаилу Панфиловичу, Варваре Рудневой-Кашеваровой.

## Достопримечательности
- Свято-Николаевская церковь в деревне Благовичи.
- Костёл Пресвятой Девы Марии в Чаусы.
- Памятный знак, посвящённый событиям на реке Проня в годы Великой Отечественной войны. Расположен у деревни Дрануха вдоль трассы Чаусы — Могилёв. Неподалёку находится обрыв и река Проня.
- Музей-парк военной техники в деревне Дрануха.

### Памятник природы, заказник
- Заказники местного значения — «Бордиловское-Кременец», «Озерище», «Броды», «Королевщина»..
- Ботанические памятники природы местного значения — «Городской парк», «Роща в урочище Елово», «Дуб-великан».
- Гидрологические памятники природы местного значения — «Родниково-ручьевой комплекс Байково», «Родник Рышт».
- Геологические памятники природы местного значения — «Валун».

## СМИ
Издаётся газета «Іскра».